# Billycan

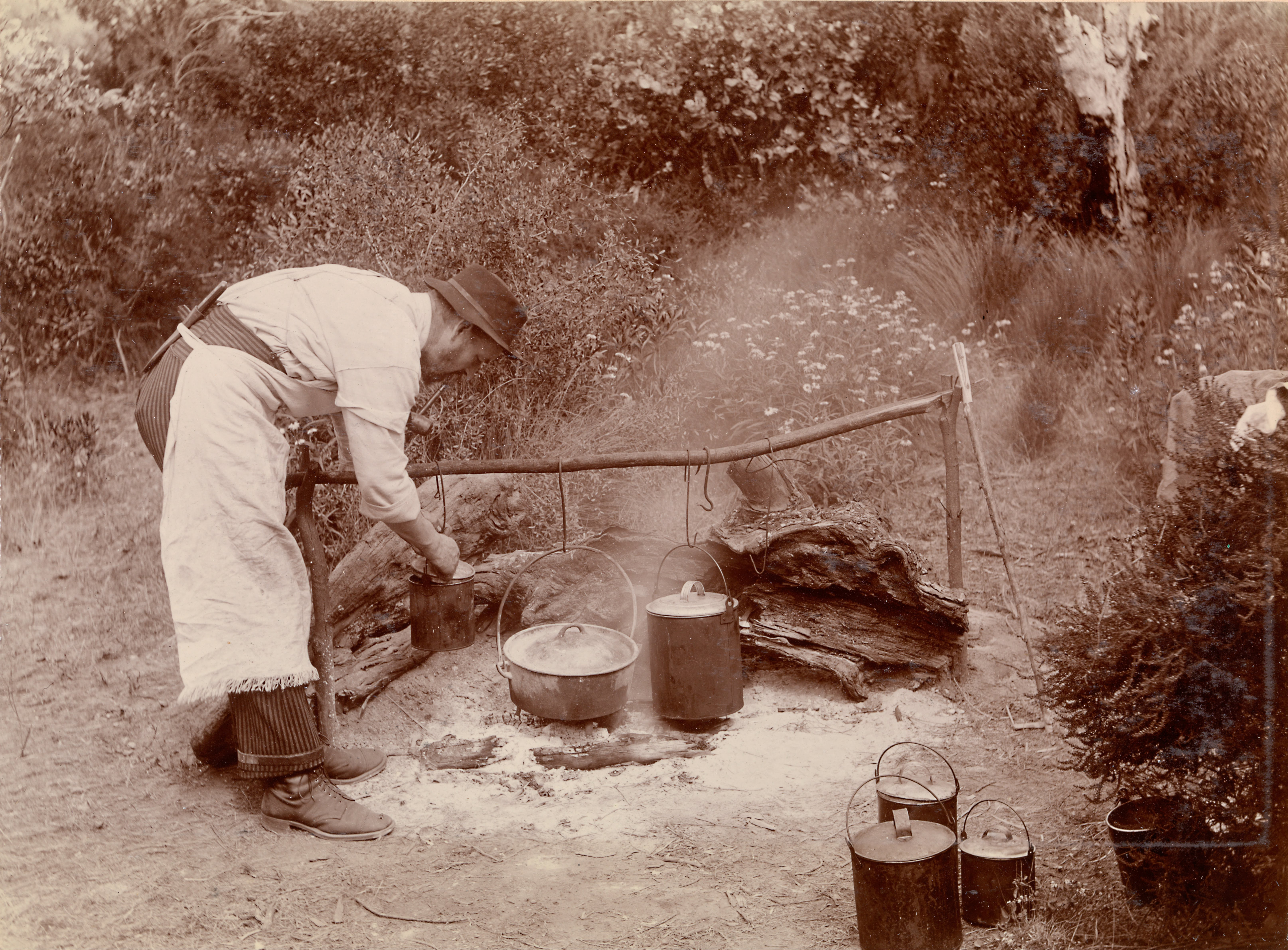
Historische Verwendung eines Billycans, die kleineren Gefäße, über einem Lagerfeuer im Outback (1893–1894)

Ein Billycan (auch kurz billy oder billy tin bzw. in Kanada billy pot genannt) ist ein leichtgewichtiger Kochtopf aus Metall bzw. mit Emailüberzug, der über Lagerfeuern zum Wasserkochen vor allem für Tee und Kaffee genannt wird. Der Topf Billycan hat einen Metalldraht zum Tragen bzw. um ihm über das Feuer zu hängen und wird aber durchaus auch zum Kochen verwendet. Die Verwendung des Begriffs Billycan ist vor allem in Australien weit verbreitet und es wird sogar vom Australischen Nationalmuseum in Canberra als ein Symbol für das Buschleben Australiens wie die Eukalypten, Känguru und Acacia eingeordnet.

## Begriff

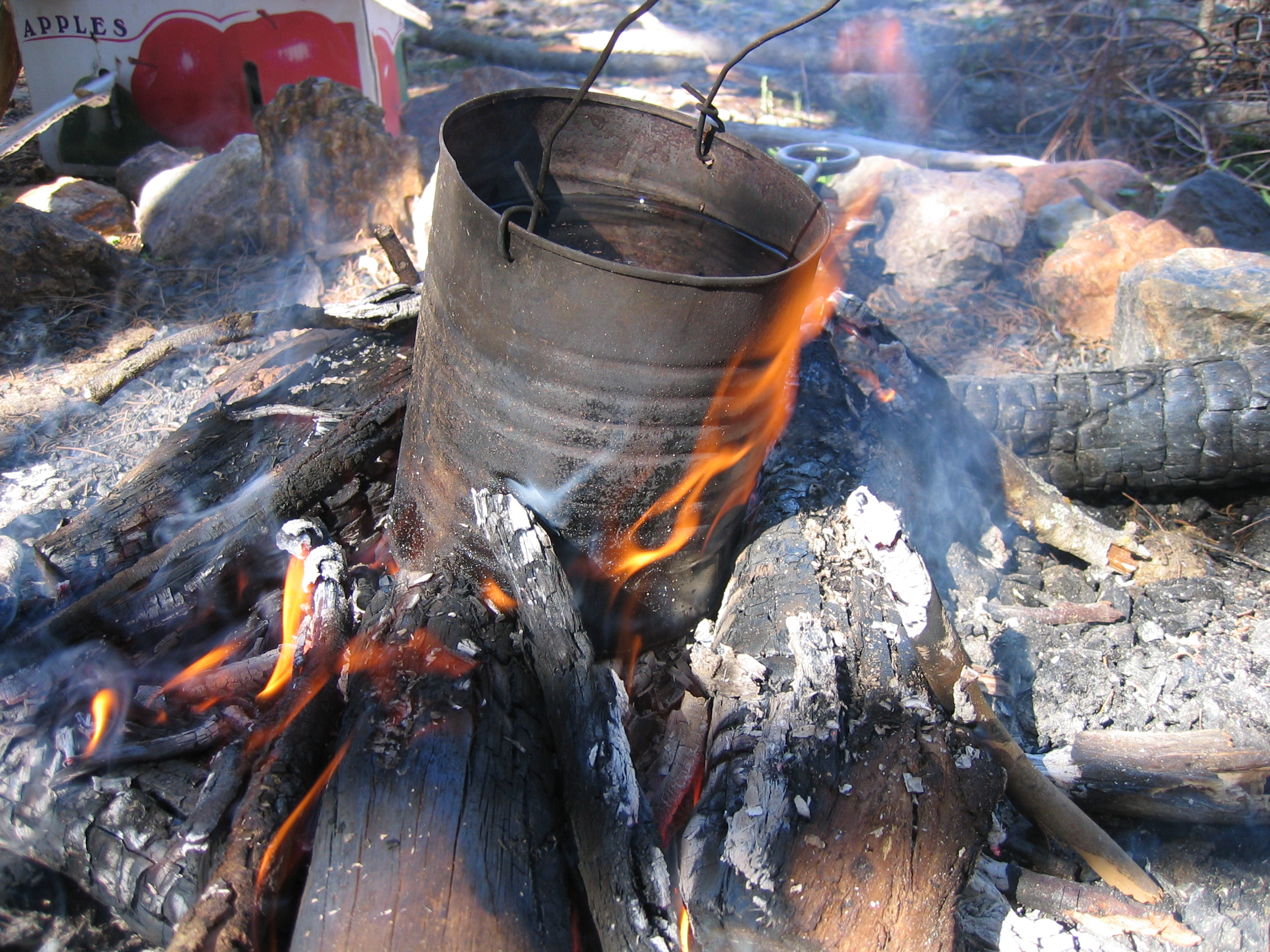
Ein folkloristischer Billycan als Blechdose mit Draht, der in einem Lagerfeuer liegt

Billycan ist vor allem als Begriff in Australien üblich und wurde im Jahr 1870 erstmals schriftlich belegt. Der Begriff geht auf das Lagerleben im Outback von Australien zurück. Er ist aber auch in Neuseeland, Großbritannien und Irland verbreitet. Gegen Ende des 19. Jahrhunderts war die Verwendung des Begriffs Billycan in Australien weit verbreitet.

## Geschichte und Nostalgie
Heute ist ein Billycan ein nostalgisches Objekt für ein Leben, das es nicht mehr gibt. Die Aussage boil the billy bedeutet in Australien Tee machen. Bei touristisch organisierten Veranstaltungen im australischen Outback, wird stets auch ein Tee im Billycan am Lagerfeuer zubereitet, obwohl dafür auch Gasbrenngerätschaften zur Verfügung stehen. In der inoffiziellen Hymne Australiens Waltzing Mathilda, mit einem Liedtext von Banjo Paterson aus dem Jahr 1895, kommt der Teekessel Billy mehrere Male vor. „Billy Tea“ (Mischung aus Schwarzen Tee- und Eukalyptusblättern) war eine Teesorte in Australien, die lange Zeit im Einzelhandel und Supermärkten erhältlich war und nun wieder angeboten wird (2020).